# Clinton Wheeler
Clinton Wheeler (Neptune, Nueva Jersey, 27 de octubre de 1959-14 de abril de 2019) fue un jugador de baloncesto estadounidense que jugó dos temporadas en la NBA, además de hacerlo en la USBL, en la liga alemana y sobre todo en la CBA, donde recibió numerosos galardones. Con 1,85 metros de estatura, lo hacía en la posición de base.

## Trayectoria deportiva

### Universidad
Jugó durante su etapa universitaria con los Pioneers de la Universidad de William Paterson, siendo junto a Horace Jenkins los dos únicos jugadores de dicha institución en llegar a jugar en la NBA. En 1980 fue elegido Jugador del Año de la Eastern College Athletic Conference. En dos temporadas promedió 24,3 puntos por partido.

### Profesional
Fue elegido en el puesto 150 del Draft de la NBA de 1981 por Kansas City Kings, pero no llegó a firmar con el equipo. Su primera aparición en profesionales fue en 1984, cuando fichó por los Albany Patroons de la CBA, competición que ganaría en 1987 con los Rapid City Thrillers, siendo además elegido mejor jugador de los playoffs.
Al año siguiente fichó por fin con un equipo de la NBA, los Indiana Pacers, donde permaneció una temporada, en la que promedió 2,5 puntos y 1,7 asistencias como suplente de Vern Fleming. Al año siguiente fue incluido en el Draft de Expansión por la llegada de nuevos equipos a la liga, siendo elegido por los Charlotte Hornets, quienes finalmente desestimaron su fichaje.
Regresó a los Thrillers, donde estaba promediando 26,2 puntos por partido hasta que en diciembre de 1988 fichó por los Miami Heat, quienes lo contrataron para suplir al lesionado Pearl Washington. Jugó ocho partidos, en los que promedió 7,0 puntos y 2,6 asistencias.
En enero de 1989 fichó por Portland Trail Blazers por diez días, siendo renovado hasta el final de la temporada. Disputó 20 partidos con el equipo de Oregón, promediando 2,5 puntos y 1,7 asistencias.
En la temporada siguiente se marcharía a jugar al Bayer Giants Leverkusen alemán, donde permanecería cuatro años, ganando en tres ocasiones la Copa de Alemania. En 1992 disputó competiciones europeas, en las que promedió 18,9 puntos y 4,2 asistencias por encuentro. Regresó posteriormente a las ligas menores de su país, acabando su carrera en 1995.

## Estadísticas de su carrera en la NBA

### Temporada regular
| Temporada | Edad | Equipo                 | Liga | Pos. | P  | TIT | MIN  | TC  | TCA | %TC  | 3P  | 3PA | %3P  | 2P  | 2PA | %2P  | TL  | TLA | %TL  | R.OF. | R.DEF. | REB | ASIS | ROB | TAP | PER | FP  | PTS |
| 1987-88   | 28   | Indiana Pacers         | NBA  | PG   | 59 | 0   | 8.7  | 1.1 | 2.2 | .470 | 0.0 | 0.0 |      | 1.1 | 2.2 | .470 | 0.4 | 0.6 | .735 | 0.3   | 0.4    | 0.7 | 1.7  | 0.6 | 0.0 | 0.9 | 0.6 | 2.5 |
| 1988-89   | 29   | TOTAL                  | NBA  | PG   | 28 | 0   | 12.6 | 1.6 | 3.1 | .517 | 0.0 | 0.0 | .000 | 1.6 | 3.1 | .523 | 0.5 | 0.7 | .750 | 0.6   | 0.5    | 1.1 | 1.9  | 1.0 | 0.0 | 0.9 | 0.9 | 3.8 |
| 1988-89   | 29   | Miami Heat             | NBA  | PG   | 8  | 0   | 17.9 | 3.0 | 5.3 | .571 | 0.0 | 0.0 |      | 3.0 | 5.3 | .571 | 1.0 | 1.3 | .800 | 0.6   | 0.9    | 1.5 | 2.6  | 1.0 | 0.0 | 0.8 | 1.1 | 7.0 |
| 1988-89   | 29   | Portland Trail Blazers | NBA  | PG   | 20 | 0   | 10.6 | 1.1 | 2.3 | .467 | 0.0 | 0.1 | .000 | 1.1 | 2.2 | .477 | 0.4 | 0.5 | .700 | 0.6   | 0.4    | 1.0 | 1.7  | 1.0 | 0.0 | 0.9 | 0.9 | 2.5 |
| Total     |      |                        | NBA  |      | 87 | 0   | 10.0 | 1.2 | 2.5 | .489 | 0.0 | 0.0 | .000 | 1.2 | 2.5 | .491 | 0.5 | 0.6 | .741 | 0.4   | 0.4    | 0.8 | 1.8  | 0.7 | 0.0 | 0.9 | 0.7 | 2.9 |